# Gregory Gaye
Pour les articles homonymes, voir Gaye (homonymie).
Gregory Gaye (né à Saint-Pétersbourg en Russie, le 10 octobre 1900, et mort à Los Angeles aux États-Unis, le 23 août 1993) est un acteur américain d'origine russe.

## Filmographie partielle
- 1929 : Le Calvaire de Lena X (The Case of Lena Smith) de Josef von Sternberg
- 1929 : Ils voulaient voir Paris (They Had to See Paris) de Frank Borzage : Le prince Ordinsky
- 1930 : Les Renégats (Renegades) de Victor Fleming
- 1930 : High Society Blues de David Butler
- 1930 : Quelle veuve ! (What a Widow!) d'Allan Dwan
- 1931 : Young as You Feel de Frank Borzage : Pierre
- 1934 : Handy Andy de David Butler
- 1936 : Jeunesse perdue (Dodsworth) de William Wyler : Baron Kurt Von Obersdorf
- 1936 : Charlie Chan à l'Opéra (Charlie Chan at the Opera) de H. Bruce Humberstone : Enrico Barelli
- 1936 : Under Your Spell d'Otto Preminger
- 1937 : First Lady de Stanley Logan : Prince Boris Gregoravitch
- 1937 : Amour d'espionne (Lancer Spy) de Gregory Ratoff : Capitaine Freymann
- 1937 : SOS vertu ! (Wise Girl) de Leigh Jason
- 1937 : Cette nuit est notre nuit (Tovarich) d'Anatole Litvak : Comte Frederic Brekenski
- 1938 : Love, Honor and Behave de Stanley Logan
- 1938 : Un envoyé très spécial (Too Hot to Handle) de Jack Conway : Popoff
- 1938 : Un cheval sur les bras (Straight, Place and Show) de David Butler : Vladimir Borokov
- 1938 : Paris Honeymoon de Frank Tuttle : George De Remi
- 1939 : Ninotchka (Ninotchka) de Ernst Lubitsch : Rakonin
- 1940 : Sous le ciel d'Argentine (Down Argentine Way) d'Irving Cummings : Sebastian
- 1942 : Casablanca (Casablanca) de Michael Curtiz : Banquier allemand
- 1945 : Pris au piège (Cornered) d'Edward Dmytryk : Perchon
- 1945 : Paris Underground de Gregory Ratoff : Tissier
- 1947 : Deux sœurs vivaient en paix (The Bachelor and the Bobby-Soxer) d'Irving Reis : Le maître-d'hôtel
- 1947 : Blackmail de Lesley Selander
- 1951 : L'Aigle rouge de Bagdad (The Magic Carpet) de Lew Landers : Calife Ali
- 1952 : Le monde lui appartient (The World in His Arms), de Raoul Walsh : Colonel Paul Shushaldin
- 1954 : La Charge des lanciers (Charge of the lancers) de William Castle : Caporal Bonikoff
- 1955 : Le Tueur au cerveau atomique (Creature with the Atom Brain) d'Edward L. Cahn : Dr. Wilhelm Steigg
- 1957 : Bailout at 43,000 de Francis D. Lyon : Dr. Franz Gruener
- 1962 : La Vie privée d'Hitler (Hitler) de Stuart Heisler : Erwin Rommel
- 1967 : Dick Tracy de Larry Peerce : Markov